# The Royal Slave
The Royal Slave è un cortometraggio muto del 1914 diretto da Francis J. Grandon. Quarto episodio del serial The Adventures of Kathlyn, aveva come interpreti Kathlyn Williams, Lafayette McKee, Charles Clary, Thomas Santschi.

## Produzione
Il film, conosciuto anche con il titolo The Adventures of Kathlyn #4: The Royal Slave, fu prodotto dalla Selig Polyscope Company.

## Distribuzione
Distribuito dalla General Film Company, il film - un cortometraggio in due bobine - uscì nelle sale cinematografiche statunitensi il 9 febbraio 1914.